# Wort des Jahres (Ukraine)
In der Ukraine wird das Wort des Jahres (Ukrainisch: Слово року) seit 2013 durch das Wörterbuch "Myslovo" gewählt.
- 2013: «Євромайдан» (Jewromajdan) – Euromaidan[1]
- 2014: «кіборги» (kiborgy) – Cyborgs (Bezeichnung der ukrainischen Soldaten, die den Flughafen Donezk verteidigt haben)[2]
- 2015: «блокада» (blokada) – Blockade (wegen der Blockade der ukrainischen Halbinsel Krim, die durch die Russische Föderation annektiert wurde)[3]
- 2016: «корупція» (koruptsija) – Korruption (wegen deren schädlichen Einflusses auf den ukrainischen Staat)[4]
- 2017: «безвіз» (besvis) – Besvis (Neologismus, der das visumfreie Regime zwischen der Ukraine und der Europäischen Union bedeutet)[5]
- 2018: «томос» (tomos) – Tomos (zu Ehren der Gründung der Orthodoxen Kirche der Ukraine)[6]
- 2019: «діджиталізація» (didshitalisazija) – Digitalisierung (u. a. im Zusammenhang mit der Schaffung des Ministeriums für digitale Transformation)[7]
- 2020: «коронавірус» (koronavirus) – Coronavirus (im Zusammenhang mit der Coronavirus-Pandemie)[8]
- 2021: «вакцина» (wakzina) – Vakzin (im Zusammenhang mit der Coronavirus-Pandemie)[9]
- 2022: «русский военный корабль, иди на хуй» (russkij woennyj korabl, idi na chuj) – russisches Kriegsschiff, fick Dich (Die Antwort des ukrainischen Verteidigers der Schlangeninsel auf den russischen Besatzer ist zu einem Leitmotiv des ukrainischen Widerstands gegen die russische bewaffnete Aggression geworden.)[10]
- 2023: «мобілізація» (mobilisazija) - Mobilisierung (im Zusammenhang mit der Zwangsrekrutierung männlicher Ukrainer im andauernden Krieg)[11]
- 2024: «бусифікація» (busifikazija) - Busifizierung (Neologismus für die gewaltsame Festnahme ukrainischer Bürger durch TZK-Rekrutierungseinheiten, welche diese in der Regel von der Straße aufgreifen und in Kleinbussen abtransportieren)[12][13]